# کمیته المپیک نیکاراگوئه
کمیته المپیک نیکاراگوئه (اسپانیایی: Comité Olímpico Nicaragüense‎) یک سازمان ورزشی است که نماینده کشور نیکاراگوئه در کمیته بین‌المللی المپیک می‌باشد.
این سازمان که در سال ۱۹۵۹ تأسیس شده مسئول آماده‌سازی و اعزام ورزشکاران به بازی‌های المپیک، بازی‌های المپیک جوانان و بازی‌های پان امریکن است.